# 管易文
管易文（1896年8月—1995年12月2日），原名关锡斌，男，广东廉江人，中国政治人物，曾任上海市人民政府办公厅副主任，上海市政协副秘书长，国务院参事。

## 家族
先祖关天培。父亲关在田。儿子关愚谦。